# Sven Voelpel

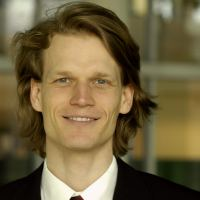
Sven Voelpel (2006)

Sven Constantin Voelpel (* 13. Oktober 1973 in München) ist ein deutscher Professor für Betriebswirtschaft am Institut für Wirtschaftswissenschaften (Department of Business & Economics) der Jacobs University in Bremen und Gründungsdirektor des WISE Demographie Netzwerks.

## Leben
Sven Voelpel studierte von 1993 bis 1999  Wirtschafts- und Sozialwissenschaften (bac. oec.), Betriebswirtschaft (Dipl.-Kfm.) und Sozioökonomie (Dipl. oec.) an der Universität Augsburg, der Universität von Westminster in London  sowie an der Harvard University (USA) und der Universität St. Gallen (Schweiz). 2002 promovierte er zum  Dr. oec. HSG. Zwischen 2002 und 2008 arbeitete und studierte er als Postgraduate an der Harvard University, der Oxford University (United Kingdom) und der Harvard Business School (USA). Er lehrte und forschte als außerordentlicher Professor von 2003 bis 2004 an der University of Groningen (Niederlande) und 2004 am Department of Strategy and Management an der NHH – Norwegian School of Economics and Business Administration (Bergen, Norwegen).
Seit 2004 ist Voelpel Professor für Business Administration an der School for Humanities and Social Sciences (bis 2011 Jacobs Center on Lifelong Learning and Institutional Development) der Jacobs University Bremen. Seit 2003 hat er an der Business School Netherlands International (Niederlande) eine Professur für Betriebswirtschaft und wurde 2009 zum permanenten Gastprofessor an der Universität St. Gallen berufen sowie zum außerordentlichen Professor für Strategie, Führung und Innovation an der EBS Business School, EBS Universität für Wirtschaft und Recht in Wiesbaden.
Seit 2013 hält er Gastprofessuren für Betriebswirtschaft am Department of Business Administration at the School of Economics, Business Administration and Accounting der Universität von Sao Paulo (USP) und der Universidade Federal da Bahia von Bahia in Salvador in Brasilien.
Voelpel forschte und lehrte mit Gastprofessuren an der Hitotsubashi University 2003 in Tokio (Japan), von 2003 bis 2004 jeweils am Indian Institute of Management Bangalore (IIMB) in Indien und der Universität Stellenbosch in Südafrika, von 2004 an der CEIBS – China Europe International Business School (China) (2004), von 2004 bis 2005 an der Tsinghua-Universität in Peking, 2007 am Insead in Fontainebleau bei Paris und 2013 an der Brazilian School of Public and Business Administration (EBAPE) der Fundação Getúlio Vargas (FGV).
Mit seinem 2016 erschienenen Buch Entscheide selbst, wie alt du bist gelang Voelpel ein Bestseller, der es bis auf Platz 6 der Bestsellerliste Sachbuch Paperback schaffte. Er beschreibt in diesem Buch zehn Faktoren, die das biologische Alter bestimmen. 2020 veröffentlichte er Die Jungbrunnen-Formel. Wie wir bis ins hohe Alter gesund bleiben;  im Idealfall könne der Mensch auch im hohen Alter das biologische Alter eines Jugendlichen und den Erfahrungsschatz eines Greises erhalten, so Voelpel.

## Arbeitsgebiete
Voelpel beschäftigt sich mit den Themen Strategie, Organisation, Innovation, Führung, Teameffektivität, Wissens- und Change Management Demographischer Wandel und Diversity Management. Er trug zu diesen Wissensgebieten mit mehr als 200 Publikationen in Büchern und wissenschaftlichen Zeitschriften bei. Er berät und referiert für Vorstände und Führungskräfte zahlreicher DAX-Unternehmen sowie für öffentlich-rechtliche Rundfunkanstalten wie ARD und ZDF oder Deutschlandradio. Er trägt in diesen Bereichen zum Wissenstransfer von der Wissenschaft in die Gesellschaft bei mit Beiträgen in Zeitungen wie der FAZ, SZ und Zeit, Auftritten im Rundfunk wie z. B. Deutschlandradio, NDR und WDR sowie Fernsehen wie Münchner Runde und Mittagsmagazin.
2003 gründete Voelpel die Organisation WISE (Weisheit – Innovation – Strategie – Energie) Group, deren Präsident er bis heute ist. 2007 folgte die Gründung des WDN – WISE Demographie Netzwerks, dem er als Direktor vorsteht. Er ist seit Gründung Fakultätsmitglied der Bremen International School of Social Sciences (BIGSSS) und Initiator des Double Doctoral Program der Jacobs University und der VU University Amsterdam.
Voelpel forscht vor allem darüber, was Menschen altern lässt und was sie jung hält. Er entwickelt Strategien für das Fortbestehen von Unternehmen im demographischen Wandel unter besonderer Berücksichtigung von Innovationen für die alternde Belegschaft.

## Schriften

### Bücher
- mit T. Davenport und M. Leibold: Strategic management in the innovation economy. Strategy approaches and tools for dynamic innovation capabilities. Wiley, New York 2006, ISBN 3-89578-263-7. (Vorwort von Klaus Jacobs, Vorwort von Heinrich von Pierer; Vorstandsvorsitzender der Siemens AG).
- mit M. Leibold: Managing the aging workforce: Challenges and solutions. Wiley, New York 2006, ISBN 3-89578-284-X. (Vorwort von Heinrich von Pierer; Vorwort von Klaus Jacobs)
- mit R. Lanwehr: Management für die Champions League. Was wir vom Profifußball lernen können. Publicis, Erlangen/ New York 2009, ISBN 978-3-89578-290-9. (Mit Interviews von Jörg Wontorra und Vorwort von Roland Berger).
- mit M. Leibold und J.-D. Früchtenicht: Herausforderung 50 plus: Konzepte zum Management der Aging Workforce: Die Antwort auf das demographische Dilemma. Publicis-Wiley, Erlangen/ New York 2007, ISBN 978-3-89578-291-6. (Vorwort von Heinrich von Pierer; Vorwort von Klaus Jacobs)
- Entscheide selbst, wie alt du bist. Was die Forschung über das Jungbleiben weiß. Rowohlt, Reinbek 2016, ISBN 978-3-499-63181-8.
- Die Jungbrunnen-Formel. Wie wir bis ins hohe Alter gesund bleiben. Rowohlt, Hamburg 2020, ISBN 978-3-499-00193-2.

### Aufsätze
- mit T. Biemann und M. S. Cole: Within-group agreement: On the use (and misuse) of rWG and rWG(J) in leadership research and some best practice guidelines. In: Leadership Quarterly. Band 23, Nr. 1, 2012, S. 66–80.
- mit E. Kearney und D. Gebert: When and how diversity benefits teams: the importance of team members need for cognition. In: Academy of Management Journal. Band 52, Nr. 3, 2009, S. 581–598.
- mit R. Eckhoff und J. Förster: David against Goliath? Group size and bystander effects in virtual knowledge sharing. In: Human Relations. Band 61, Nr. 2, 2008, S. 273–297.
- mt I. Nonaka und G. von Krogh: Organizational knowledge creation theory: Evolutionary paths and future advances. In: Organization Studies. Band 27, Nr. 8, 2006, S. 1179–1208.
- mit M. Dous und T. Davenport: Five steps to creating a global knowledge sharing system: Siemens Share-Net. In: Academy of Management Executive. Band 19, Nr. 2, 2005, S. 9–23.